# Lampantee
Lampantee is een bestuurslaag in het regentschap Aceh Besar van de provincie Atjeh, Indonesië. Lampantee telt 663 inwoners (volkstelling 2010).